# B.G. Norman
Pour les articles homonymes, voir Norman.
Bruce Gilbert Norman est un acteur américain, né à Los Angeles en Californie, le 24 décembre 1940, et mort le 20 février 2015. 

## Biographie
Il fait sa première apparition au cinéma dès l’âge de 6 ans dans un petit rôle (non crédité) dans Sister Kenny  de Dudley Nichols, puis 2 ans plus tard dans La Grande Horloge de John Farrow.
En 1950, il tient le rôle de Jimmy Walsh, le fils de Ringo (Gregory Peck) le célèbre Gunfighter de La Cible humaine de Henry King.
Il apparait encore dans 2 films en 1953, The Marshal's Daughter et Pack Train puis s’oriente vers la télévision pour laquelle il tournera dans des séries jusqu’en 1964 : The Range Rider, The Gene Autry Show, Fireside Theatre (en) ou encore The New Adventures of Spin and Marty.
Il sera le cofondateur d’une société de services financiers dans le sud de la Californie en 1971.

## Filmographie sélective
- 1946 : Sister Kenny (non crédité)
- 1948 : La Grande Horloge
- 1948 : Sundown in Santa Fe
- 1949 : Un Yankee à la cour du roi Arthur (non crédité)
- 1949 : Les Désemparés (non crédité)
- 1950 : La Cible humaine (non crédité)
- 1951 : Une vedette disparaît  (non crédité)